# Théâtre Femina (Paris)
Pour les articles homonymes, voir Théâtre Femina.
Le théâtre Femina est une ancienne salle de spectacle parisienne située 90 avenue des Champs-Élysées dans le 8e arrondissement.

## Historique
Installée au sein de l'immeuble de la société d'édition de Pierre Lafitte, propriétaire notamment du magazine Femina (d'où le nom), la salle est inaugurée le 19 mars 1907. Elle héberge jusqu'en 1911 Lugné-Poe et son théâtre de l'Œuvre, avant de se tourner vers le répertoire léger et l'opérette. Elle fermera définitivement ses portes en 1929, la société-mère ayant été revendue en 1916-1918 au groupe Hachette.

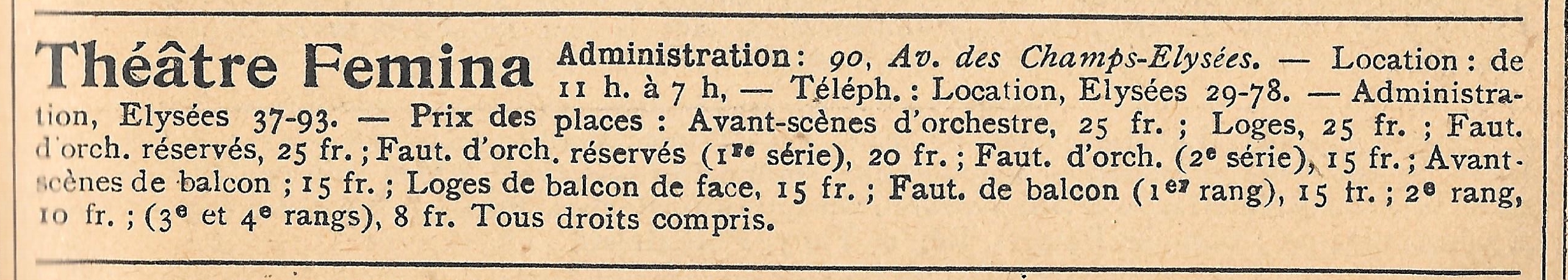
Théâtre Fémina Prix des places en 1925.

## Direction

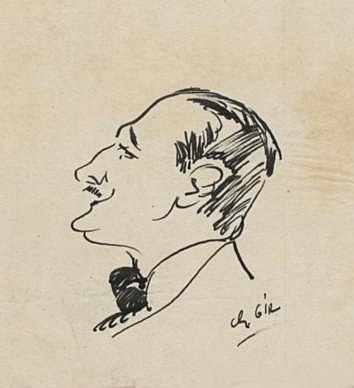
Portrait d'André Gailhard par Charles Gir

- 1917-1921 : Madame Rasimi
- 1921 : André Gailhard
- Lucien Richemont

## Répertoire
- 1907 : La Tragédie florentine d'Oscar Wilde, mise en scène Lugné-Poe
- 1907 : Philista de Georges Battanchon, mise en scène Lugné-Poe
- 1907 : Le Droit au bonheur de Camille Lemonnier et Pierre Soulaine, mise en scène Lugné-Poe
- 1907 : Un rien de F. Valloton, mise en scène Lugné-Poe
- 1907 : À qui le tour ? de André de Lorde et Jean Marsèle, comédie en 1 acte (10 mai)
- 1907 : Le Baptême d'Alfred Savoir et Fernand Nozière, mise en scène Lugné-Poe, pièce en 3 actes (26 novembre)
- 1907 : Mendès est dans la salle de Léo Marchès et Clément Vautel, mise en scène Lugné-Poe
- 1908 : Les Jumeaux de Brighton de Tristan Bernard, pièce en 3 actes (16 mars)
- 1908 : L'Invitation à l'amour de Georges Loiseau, comédie en 1 acte (12 mai)
- 1908 : Chérubin de Francis de Croisset, comédie en 3 actes (15 mai)
- 1908 : L'Angoisse de François de Nion, comédie en 3 actes (19 mai)
- 1908 : L'Engagement d'Augustin de Riberolles, comédie de salon (27 mai)
- 1908 : La Maison en ordre d'Arthur Wing Pinero
- 1908 : La Loi de Daniel Jourda, mise en scène Lugné-Poe
- 1908 : Vae Victis de Marguerite Duterme, mise en scène Lugné-Poe
- 1908 : Les Amours d'Ovide d'André Mouëzy-Éon, mise en scène Lugné-Poe
- 1908 : Elektra d'Hugo von Hofmannsthal, mise en scène Lugné-Poe
- 1908 : Le Jeu de la morale et du hasard de Tristan Bernard, mise en scène Lugné-Poe
- 1908 : Le Libertaire d'Olivier de Tréville, comédie en 1 acte (6 novembre)
- 1908 : Au temps des fées de Jacques Blanchard, pièce en 1 acte, spectacle du théâtre de l'Œuvre (26 novembre)
- 1908 : Elektra de Hugo von Hofmannsthal (26 novembre)
- 1908 : PLe Tasse de Paul Souchon, drame en 5 actes, 3 décembre)
- 1908 : La Madone de Paul Spaak, mise en scène Lugné-Poe, 2 actes (8 décembre)
- 1908 : Les Vieux de Pierre Rameil et Frédéric Saisset d'après Ignasi Iglesias, mise en scène Lugné-Poe (8 décembre)
- 1908 : La Dame qui n'est plus aux camélias de Maurice de Faramond, mise en scène Lugné-Poe
- 1909 : Perce-Neige et les Sept Gnomes de Jeanne Dortzal d'après Grimm, mise en scène Lugné-Poe (1er février)
- 1909 : L'Étau d'André Sardou, pièce en 3 actes (4 avril)
- 1909 : La Chaîne de M. Level et J. Monnier, mise en scène Lugné-Poe
- 1909 : Le Fardeau de la liberté de Tristan Bernard, mise en scène Lugné-Poe

- 1910 : Fatalité ! de Charlie d'Allegh et Paul Valdour, pièce en 1 acte (18 mars)
- 1910 : Bigre !, revue en 2 actes et 4 tableaux de Rip et Jacques Bousquet (7 juin)
- 1910 : La Sonate à Kreutzer de Fernand Nozière et Alfred Savoir d'après Léon Tolstoï, mise en scène Lugné-Poe
- 1910 : Le Mauvais Grain de Maurice de Faramond, mise en scène Lugné-Poe
- 1910 : Le Poupard de Jean Bouvelet et Henry Bouvelet, mise en scène Lugné-Poe
- 1911 : Malazarte de Graça Aranha, mise en scène Lugné-Poe (19 février)
- 1911 : Bellone et Cupidon de Martin-Valdour et Charles Gallo, comédie en 1 acte (23 février)
- 1911 : Impressions d'Afrique, pièce en 4 actes de Raymond Roussel d'après son roman (30 septembre)
- 1911 : Mais n'te promène donc pas toute nue ! de Georges Feydeau (25 novembre)
- 1911 : Le Diamant, comédie en 2 actes de Camille Le Senne et Léon Guillot de Saix d'après Carmonselle

- 1912 : Bianca Capello, drame en 4 actes et 8 tableaux de Camille Le Senne et Léon Guillot de Saix (16 février)
- 1912 : L'Enjôleuse, comédie en 3 actes de Xavier Roux et Maurice Sergine (10 octobre)
- 1912 : Tu vas un peu fort !, comédie en 1 acte de Louis Verneuil (21 novembre)
- 1913 : L'Épate, comédie en 3 actes d'Alfred Savoir et André Picard (25 janvier)
- 1913 : Eh ! Eh !, revue en 2 actes de Rip et Jacques Bousquet (5 avril)
- 1913 : Cœur de femme, comédie en 3 actes de Jean Conti
- 1913 : Alsace de Gaston Leroux et Lucien Camille (10 janvier)
- 1913 : Les Travaux d'Hercule, opéra bouffe en 3 actes de Gaston Arman de Caillavet et Robert de Flers,  musique Claude Terrasse
- 1913 : Paraphe Ier, comédie en 3 actes de Louis Bénière (22 novembre)
- 1913 : Un jeune homme qui se tue, comédie en 4 actes de Georges Berr (19 décembre)
- 1914 : Nocturne, comédie en 1 acte de René Fauchois (3 mars)
- 1914 : Très moutarde, revue de Rip et Jacques Bousquet (3 avril)
- 1914 : Don Juan, fantaisie poétique et musicale en 2 tableaux de Isidore de Lara (9 juin)
- 1917 : La Légende de France, spectacle au profit du Secours de guerre (21 janvier)
- 1918 : La Fausse Ingénue, opérette en 2 actes de Michel Carré, musique Charles Cuvillier (16 mars)
- 1919 : Atavisme, drame en 1 acte de René Jeanne et Georges de Wissant
- 1919 : La Marche à l'étoile, revue en 2 actes de Paul Marinier, Roger Ferréol, Charles-Alexis Carpentier (8 avril)
- 1919 : Souris d'hôtel, comédie en 4 actes de Marcel Gerbidon et Paul Armont (13 octobre)
- 1919 : Triplepatte, comédie en 5 actes de Tristan Bernard et André Godfernaux (18 décembre)

- 1920 : Mademoiselle ma mère, comédie en 3 actes de Louis Verneuil (24 février)
- 1920 : Une faible femme, comédie en 3 actes de Jacques Deval (12 mai)
- 1920 : Ma femme et son mari, comédie en 3 actes de Lucien Mayrargue et Maxime Carel (6 juillet)
- 1921 : La Chauve-Souris, compagnie théâtrale de Nikita Balieff (mars-juin)
- 1921 : Sin féerie chinoise de Maurice Magre (15 octobre)
- 1922 : Un chien dans un jeu de quilles comédie en 3 actes d'André de Fouquières et Raymond Silva (19 janvier)
- 1922 : Le Prince travesti de Marivaux (21 février)
- 1922 : Le Reflet, pièce en 4 actes de Pierre Frondaie (9 juin)
- 1922 : Annabella, opérette en 3 actes de Maurice Magre, musique Charles Cuvillier (8 novembre)
- 1923 : La Chauve-Souris compagnie théâtrale de Nikita Balieff
- 1923 : L'Homme enchaîné, pièce en 3 actes d'Édouard Bourdet (7 novembre)
- 1924 : Le Printemps des autres de Jean-Jacques Bernard, mise en scène Lugné-Poe
- 1925 : Troupe Les Macdona Players, pièces de George Bernard Shaw (janvier)
- 1925 : Le Bel Amour d'Edmond Sée, pièce en trois actes (2 février)
- 1925 : Une femme, comédie en 4 actes d'Edmond Guiraud (14 mars)
- 1925 : Un ménage à la page, comédie en 3 actes de Raoul Praxy (14 juillet)
- 1925 : Troupe de Gregorio Martinez-Sierra (octobre)
- 1925 : L'Homme d'un soir, comédie en 3 actes et 4 tableaux de Denys Amiel et Charles Lafaurie (15 octobre)
- 1926 : L'Absolution de José Germain et Emmanuel Bourcier
- 1926 : Une mesure pour rien, esquisse dramatique de Jean-Pierre Liausu (26 juin)
- 1927 : Oidipous, tragédie en 5 actes de Raymond Duncan (6 avril)
- 1927 : L'Eunuque, comédie en 3 actes de Henri Duvernois et André Birabeau
- 1927 : L'École de jazz, comédie en 4 actes de Claude Farrère et Dal Médico d'après Dancing Mothers de Edgar Selwyn et Edmund Goulding (21 octobre)
- 1928 : L'Enfant prodigue, pantomime de Michel Carré fils (21 mai)
- 1928 : Neuf, comédie en 4 actes de Lucien Mayrargue (1er septembre)
- 1928 : Carlos Gardel fait ses  débuts au Théâtre Femina le 30 septembre 1928 [1]
- 1928 : La Guêpe comédie en 3 actes de Romain Coolus (4 octobre)
- 1928 : The Inca of Perusalem de George Bernard Shaw (29 décembre)
- 1929 : Fragile d'André Lang
- 1929 : En eau trouble, comédie en 3 actes de André-Marie Gossart et André Richard (février)
- 1929 : Trio, comédie en 3 actes d'Albert Sablons d'après le roman de Paul Reboux (22 février)
- 1929 : Le roi boit, comédie en 3 actes de Raoul Praxy (25 juin)
- 1929 : Les Transfuges, pièce en 4 actes d'Alfred Fabre-Luce (22 octobre)
- 1929 : The Road to Rome de Robert Emmet Sherwood (22 novembre)
- 1929 : The Torch Bearers de George Kelly (7 décembre)
- 1929 : The Barker de Kenyon Nicholson (23 décembre)